# Goslar (distrito)
Goslar é um distrito (Kreis ou Landkreis) da Alemanha localizado no estado de Baixa Saxônia.

## Cidades e municípios
| Cidades (livres) | Samtgemeinden                                                             |
| 1. Bad Harzburg 2. Braunlage 3. Clausthal-Zellerfeld1, 2 4. Goslar 5. Langelsheim 6. Seesen Município (livre) 1. Liebenburg | 1. Lutter am Barenberge 1. Hahausen 2. Lutter am Barenberge¹ 3. Wallmoden |
| ¹sede do Samtgemeinde; ²cidade                                                                                              |                                                                           |